# Nephus schwarzi
Nephus schwarzi är en skalbaggsart som beskrevs av Gordon 1976. Nephus schwarzi ingår i släktet Nephus och familjen nyckelpigor. Inga underarter finns listade i Catalogue of Life.